# Mistrzostwa Świata w E-kolarstwie 2020
Mistrzostwa Świata w E-kolarstwie 2020 – 1. w historii mistrzostwa świata w e-kolarstwie, które odbyły się 9 grudnia 2020.
E-kolarstwo zostało oficjalnie uznane za nową dyscyplinę przez kongres Międzynarodowej Unii Kolarskiej (UCI) we wrześniu 2018. Podczas Mistrzostw Świata w Kolarstwie Szosowym 2019 UCI zawarła współpracę z platformą Zwift w celu rozwoju i zarządzania e-kolarstwem – nową dyscypliną sportu elektronicznego. W sierpniu 2020 oficjalnie ogłoszono, iż w grudniu 2020 zorganizowane zostaną pierwsze w historii mistrzostwa świata w e-kolarstwie, w ramach których na platformie Zwift odbędą się dwa wyścigi (elity kobiet i elity mężczyzn), rozgrywane na tej samej trasie.
Zgodnie z regulaminem wyścigi mistrzostw świata odbyły się w formie rywalizacji ze startu wspólnego w wirtualnej krainie Watopia na trasie o długości 50,035 kilometra i sumie przewyższeń wynoszącej 483 metry. Zawodnicy rywalizujący we własnych domach bądź centrach treningowych musieli spełnić szereg wymogów regulaminowych, między innymi w kwestii przestrzegania przepisów antydopingowych, zapewnienia weryfikowalnych pomiarów wzrostu i wagi czy odpowiedniego doświadczenia w korzystaniu z platformy Zwift, a organizator zawodów, w celu zapewnienia równych warunków rywalizacji, dostarczył wszystkim rywalizującym te same modele trenażera, z których korzystanie podczas wyścigu było obowiązkowe.
Pula nagród wyniosła po 14 tysięcy euro w obu wyścigach, dzielonych między medalistów (1. miejsce – 8000€, 2. miejsce – 4000€, 3. miejsce – 2000€). Dodatkowo zwycięzcy, podobnie jak w innych dyscyplinach podległych UCI, otrzymali tzw. „tęczowe koszulki” mistrzów świata – zarówno w formie fizycznej, jak i wirtualnej, z prawem do korzystania z nich podczas oficjalnych imprez w e-kolarstwie do czasu kolejnej imprezy tej rangi.
W rywalizacji mężczyzn złoty medal zdobył Niemiec Jason Osborne, a na podium uplasowali się także Duńczycy: Anders Foldager (srebro) i Nicklas Amdi Pedersen (brąz). Z kolei wśród najlepsza okazała się reprezentantka Południowej Afryki Ashleigh Moolman-Pasio, druga była Australijka Sarah Gigante, a trzecia Szwedka Cecilia Hansen.
W sumie w Mistrzostwach Świata w E-kolarstwie 2020 wystartowało 130 osób (53 kobiety i 77 mężczyzn), a w obu wyścigach za nieprzestrzeganie regulaminu (brak odpowiedniego pomiaru tętna bądź niewłaściwa konfiguracja trenażera) zdyskwalifikowano po 3 sportowców.

## Medaliści

### Elita
| Konkurencja                         | Złoto                  | Srebro          | Brąz                  | Źródło |
| ----------------------------------- | ---------------------- | --------------- | --------------------- | ------ |
| wyścig ze startu wspólnego mężczyzn | Jason Osborne          | Anders Foldager | Nicklas Amdi Pedersen | [ 4 ]  |
| wyścig ze startu wspólnego kobiet   | Ashleigh Moolman-Pasio | Sarah Gigante   | Cecilia Hansen        | [ 4 ]  |